# Siklósbodony, Baranya
Siklósbodony este un sat în districtul Siklós, județul Baranya, Ungaria, având o populație de 145 de locuitori (2011). 

## Demografie
Componența etnică a satului Siklósbodony
     Maghiari (84,18%)
     Romi (15,82%)
Componența confesională a satului Siklósbodony
     Romano-catolici (81,38%)
     Reformați (2,76%)
     Fără religie (2,07%)
     Necunoscută (13,79%)
Conform recensământului din 2011, satul Siklósbodony avea 145 de locuitori. Din punct de vedere etnic, majoritatea locuitorilor (84,18%) erau maghiari, cu o minoritate de romi (15,82%).  Din punct de vedere confesional, majoritatea locuitorilor (81,38%) erau romano-catolici, existând și minorități de reformați (2,76%) și persoane fără religie (2,07%). Pentru 13,79% din locuitori nu este cunoscută apartenența confesională.